# Jānis Baltvilks
Jānis Baltvilks, né le 24 juillet 1944 à Smārde et décédé le 4 octobre 2003 à Riga, est un écrivain letton et un ornithologue letton. Il est l'un des fondateurs de la Société d'ornithologie de Lettonie.
De 1962 a 1967, il étudie dans la faculté de biologie de l’université de Lettonie à Riga.
Il publie plusieurs livres de vulgarisation scientifique pour enfants dans les années 1980-1990. : 
Jusqu'en 1979, il travaille dans la maison d'édition « Liesma ». À la fin de l'année 1980, il commence à travailler dans le magazine Zīlīte pour devenir en 2000 son rédacteur en chef. Prix de l'année littéraire lui est remis en 2002, pour une contribution significative à la littérature lettone après la publication du recueil de poésie Saule met loku.
Dans la nuit du 4 octobre 2003 Baltvilks est mortellement heurté par une voiture. L'écrivain est enterré au cimetière boisé de Riga.
Le prix Jānis Baltvilks est institué en 2005, récompensant chaque année une œuvre de littérature d'enfance et de jeunesse.

## Livres de vulgarisation scientifique pour enfants
- Sarunas par putniem (1981)
- Zeme, maizes devējiņa (1984)
- Brālis ozols, māsa liepa (1985)
- Mana putnu grāmata (1991)
- Daba. Dzīvība (1996)